# Distretto di Báruè
Il distretto di Báruè è un distretto del Mozambico, facente parte della Provincia di Manica.

## Suddivisioni amministrative
Il distretto è suddiviso in tre sottodistretti amministrativi (posti amministrativi):
- Nhampassa
- Catandica
- Serra Chôa